# Dagens lunch

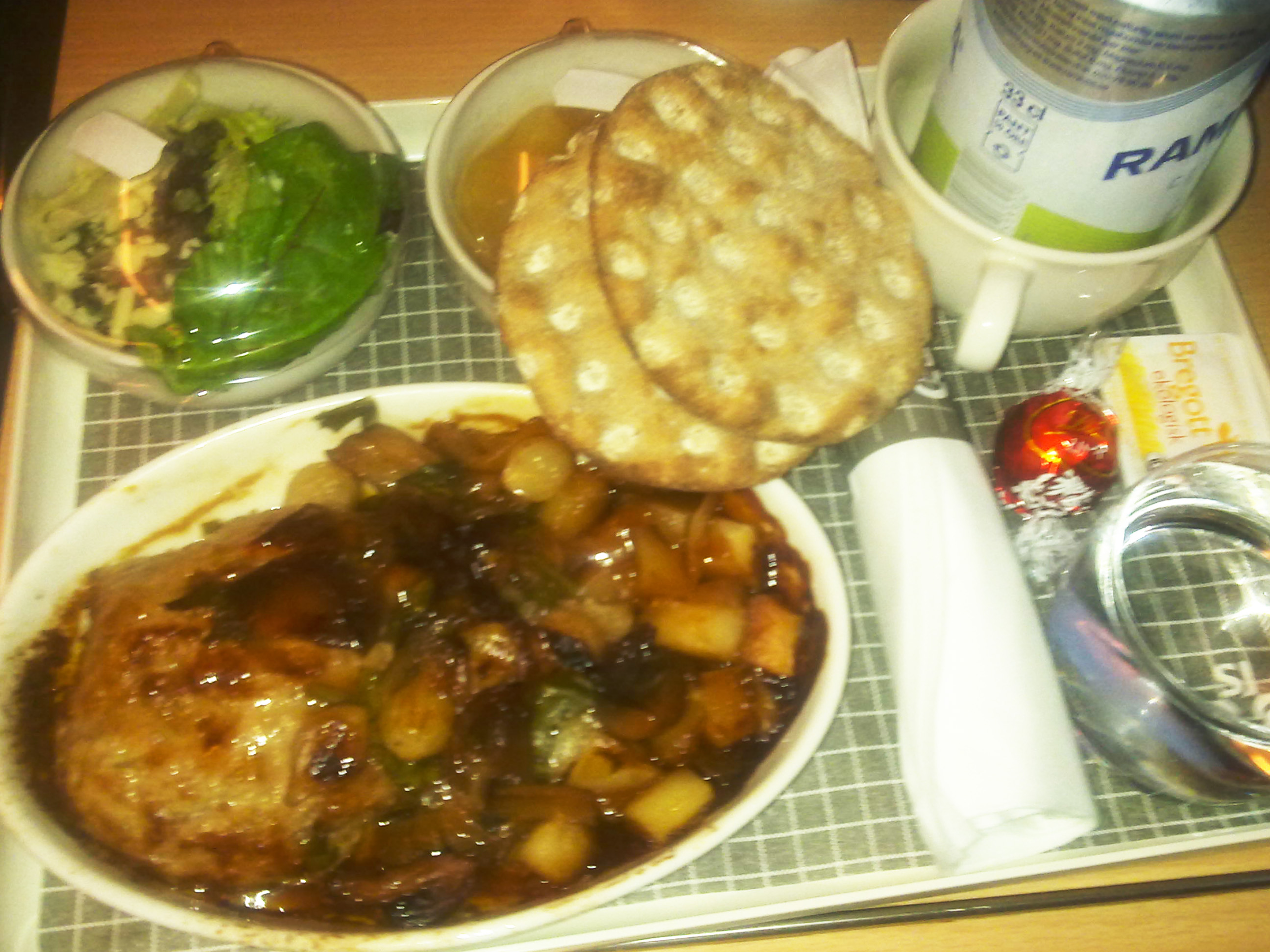
Ett exempel på dagens rätt.

Dagens lunch, dagens rätt eller i vardaglig kortform även dagens, är på restauranger ett erbjudande om en förkomponerad måltid, en färdig meny, till ett lägre fastpris.
Dagens rätt är ett erbjudande till matgäster som innebär att man till ett fast pris erhåller en hel måltid, ofta bestående av maträtt, måltidsdryck, sallad, bröd samt kaffe/te. Detta står i motsats till à la carte, som är enskilda rätter ur den fasta menyn. Som namnet antyder brukar maträtter som ingår i "dagens" variera från dag till dag. På senare år förekommer även till exempel "dagens soppa", "dagens pasta" och "dagens pizza" som bygger på samma koncept.
Det har även blivit vanligt att lunchrestauranger erbjuder lunchbufféer som motsvarar den traditionella "dagens lunch", med skillnaden att gästerna alltid får "servera sig själva".
År 2000 kostade dagens lunch i genomsnitt 59 kronor och år 2008 kostade den i genomsnitt 72,10 kronor i Sverige.
I Finland är det vanligt att dagens lunch eller annat luncherbjudande till sitt pris motsvarar lunchkupongernas värde, ofta den dyraste kupongens. 2012 varierade värdet mellan 6,80 och 9,30 euro. År 2022 beskattades en kostförmån i form av måltidskuponger till 75 % av värdet, givet att kupongen var värd 9,53–11,30 euro.